# Verzorgingsplaats Zalkerbroek
Verzorgingsplaats Zalkerbroek is een Nederlandse verzorgingsplaats, gelegen aan de zuidzijde van de N50 Eindhoven-Emmeloord tussen knooppunt Hattemerbroek en afrit 31 in de gemeente Kampen. De parkeerplaats is door middel van een kruispunt met verkeerslichten vanuit beide richtingen bereikbaar.
Richting Emmeloord: De Gagel · De Slenk · De Somp · Kolthoorn · Zalkerbroek
Richting Eindhoven: Zalkerbroek · Het Veen · De Brink · De Schaars · Weerbroek · Ganzenven · Sonse Heide